# پل‌زنی امپدانس
در مهندسی صدا و ضبط‌کردن صوت، یک پل‌زنی امپدانس بالا (به انگلیسی: high impedance bridging)، پل‌زنی ولتاژ (به انگلیسی: voltage bridging) یا به‌طور خلاصه اتصال پل‌زنی (به انگلیسی: bridging)، اتصالی است که در آن امپدانس بار بسیار بزرگتر از امپدانس منبع است. بار، ولتاژ منبع را در حالی که حداقل جریان را می‌کشد یا بر آن تأثیر می‌گذارد، اندازه‌گیری می‌کند. گویا مقاومت بار، مقاومت منبع را نمی‌بیند و از روی آن پل‌می‌زند.

## توضیح
وقتی خروجی یک دستگاه (که در تصویر شامل منبع ولتاژ VS و امپدانس خروجی ZS است) به ورودی دستگاه دیگری (امپدانس بار ZL در تصویر) متصل شود، این دو امپدانس، یک مقسم ولتاژ تشکیل می‌دهند:
{\displaystyle V_{L}={\frac {Z_{L}}{Z_{S}+Z_{L}}}V_{S}\,.}
می‌توان سطح سیگنال VL را با استفاده از منبع ولتاژی که امپدانس خروجی ZS آن تا حد امکان کوچک باشد و با استفاده از دستگاه گیرنده‌ای که امپدانس ورودی ZL آن تا حد امکان بزرگ باشد، به حداکثر رساند. وقتی که {\displaystyle Z_{L}\gg Z_{S}} (معمولاً حداقل ده برابر)، به این اتصال پل‌زنی می‌گویند و اثرات متعددی دارد از جمله:
- مزایا:
  - تضعیف ۶ دسی‌بل ناشی از تطبیق امپدانس را کاهش می‌دهد، که با کاهش میزان تقویت جبرانی مورد نیاز[۵] و با حفظ نسبت سیگنال به نویز بالا، به این امر کمک می‌کند.[۶][۴] با این حال، می‌توان به جای آن از یک ترانسفورماتور برای تطبیق امپدانس و ارائه سیگنال به نویز بهتر استفاده کرد. و تضعیف ۶ دسی‌بل را می‌توان به راحتی در تقویت‌کننده جبران کرد.
  - اتصال چندین بار به یک منبع را تسهیل می‌کند.[۵]
  - جریان کشیده شده از دستگاه منبع را کاهش می‌دهد، که به جلوگیری از هدر رفتن توان و کاهش اعوجاج کمک می‌کند. جریان کمتر از طریق سیم همچنین تلفات مقاومتی را کاهش می‌دهد.[۴]
- معایب:
  - افزایش ZL احتمالاً باعث افزایش دریافت نویز محیطی می‌شود، زیرا امپدانس موازی ترکیب‌شدهٔ ZS || ZL (که تحت سلطه ZS است) کمی افزایش می‌یابد، که باعث می‌شود نویز سرگردان راحت‌تر گره سیگنال را راه‌اندازی کند.
  - بازتابش سیگنال از تغییر امپدانس. با این حال، برای فرکانس‌های صوتی، یک چهارم طول موج در ۲۰ کیلوهرتز تقریباً ۲۵۰۰ متر است، بنابراین مدارهای صوتی در استودیوها هرگز به خطوط انتقال واقعی تبدیل نمی‌شوند.[۴]

## کاربردها

### محدود کردن تضعیف سیگنال ولتاژ
پل امپدانس معمولاً برای جلوگیری از تضعیف ولتاژ غیرضروری و جریان‌کشی در اتصالات سطح خط یا میکروفون استفاده می‌شود، جایی که دستگاه منبع دارای امپدانس خروجی غیرقابل تغییر ZS است. خوشبختانه، امپدانس ورودی ZL مدارهای تقویت‌کننده عملیاتی نوین (و بسیاری از مدارهای لامپ خلاء قدیمی) اغلب به‌طور طبیعی بسیار بالاتر از امپدانس خروجی این منابع سیگنال است و بنابراین به‌طور طبیعی برای پل‌زنی امپدانس هنگام دریافت و تقویت این سیگنال‌های ولتاژ مناسب هستند. امپدانس خروجی ذاتاً پایین‌تر طراحی‌های مدار نوین، پل‌زنی امپدانس را تسهیل می‌کند.
برای دستگاه‌هایی با امپدانس خروجی بسیار بالا، مانند پیکاپ گیتار یا میکروفون با Z بالا، یک باکس DI می‌تواند با تبدیل امپدانس‌های خروجی بالا به امپدانس پایین‌تر، به پل‌زنی امپدانس کمک کند تا دستگاه گیرنده نیازی به امپدانس ورودی فوق‌العاده بالا نداشته باشد (که در صورت استفاده از کابل‌های طولانی، با مشکلاتی مانند افزایش نویز مواجه می‌شود). باکس DI نزدیک به دستگاه منبع قرار می‌گیرد، بنابراین هر کابل بلندی را می‌توان به خروجی باکس DI متصل کرد (که معمولاً سیگنال‌های نامتعادل را نیز به سیگنال‌های متعادل تبدیل می‌کند تا ایمنی در برابر نویز را بیشتر افزایش دهد).

### افزایش بازدهی الکتریکی

منحنی قرمز، توان بار است که نسبت به حداکثر توان ممکن (که زمانی رخ می‌دهد که) نرمال شده است. منحنی آبی تیره، بازدهی انتقال توان است که به صورت مجانبی به حداکثر ۱۰۰٪ نزدیک می‌شود، همان‌طور که نسبت افزایش می‌یابد.

همان‌طور که در قضیه انتقال توان بیشینه § حداکثرسازی انتقال توان درمقابل بازدهی توان، بازدهی η برای تحویل توان به یک امپدانس بار به‌طور خالص مقاومتی RL از یک منبع ولتاژ با امپدانس خروجی به‌طور خالص مقاومتی RS برابر است با: {\displaystyle \eta ={\frac {1}{1+R_{\mathrm {S} }/R_{\mathrm {L} }}}\,.} این بازده را می‌توان با استفاده از پل‌زنی امپدانس، با کاهش RS ویا با افزایش RL افزایش داد.
با این حال، برای انتقال حداکثر توان از منبع به بار، طبق قضیه انتقال حداکثر توان، باید از تطبیق امپدانس استفاده شود.